# Albert Libeer
Pour les articles homonymes, voir Libeer.
Albert Libeer (19 février 1908 - 6 août 1980) est un jockey français né à Tourcoing. Il est d'origine belge.
Premier jockey de casaques réputées (Alec Weisweiller, Edmond de Rothschild, Madame Pierre Bancilhon(René Michel)), il est détenteur de plusieurs grandes courses au trot monté.
Il est associé à de nombreux étalons de valeur.
Il gagne sa première course le 19 juillet 1921 à l'âge de 13 ans avec Mesplède à Pont-d'Ardres.
Cinquante ans plus tard, il gagne avec Bref Signal à Vincennes. Il avait monté le père (Harold D III) et le grand-père (Carioca II) de ce dernier.

## Palmarès
- Prix de Vincennes : Quéro en 1941, Reine Charmeuse en 1942, Carioca II en 1949, Grandvilliers II en 1953.
- Prix du Président de la République : Reine Charmeuse en 1943, Tamisot en 1945, Bétis en 1949.
- Prix de Cornulier : Valmiki en 1951
- Prix de Normandie : Narvick DJ en 1962